# Echinophryne
Echinophryne es un pequeño género de peces de la familia Antennariidae, comúnmente llamados peces sapos o ranisapos. Esta especie marina fue descubierta por Allan Riverstone McCulloch y Edgar Ravenswood Waite en 1918.

## Especies
Especies reconocidas:
- Echinophryne crassispina McCulloch & Waite, 1918
- Echinophryne mitchellii Morton, 1897
- Echinophryne reynoldsi Pietsch & Kuiter, 1984